# Прапор Белграда
Прапор Белграда складається з трьох національних кольорів Сербії: червоного, синього та білого. Синій символізує надію і віру в краще майбутнє. Червоний колір землі є символом страждань сербського народу в боротьбі за свободу. Дві горизонтальні білі смугасті лінії представляють річки Сава і Дунай, які є символами сили Белграда. За правилами геральдики вони білого кольору. «Београд» — це сербська назва «Білого міста», тому там біла вежа та стіни. Стіни представляють купецьке місто; вежі та відкриті ворота представляють відкритий ринок. Корабель, римська трієра, є символом стародавності міста.
Прапор є полотнищем герба Белграда.